# コロヌス

古代ローマの奴隷

コロヌス（英語:Colonus）とは、古代ローマ帝国後期にあったコロナートゥスにおける小作人制度。征服によって獲得した奴隷を使うラティフンディア制度が奴隷の数の減少によって崩壊したことにより登場した制度「コロナートゥス」での労働者身分であった。後に、この制度が前身となって中世の「農奴制」へと変遷する。

## 概要
3世紀になると、ローマ帝国は労働力不足に直面するようになった。ローマの大土地所有者は労働力を提供するために奴隷の代わりに小作人としてローマの自由民に頼ることが多くなった。このような小作人たちは、やがてコロヌスと呼ばれるようになり、その地位は徐々に失われていった。もともとコロヌスとは、地主が小作人に土地の使用を許可し、その対価として農作物の一部を得るという相互関係であった。しかしディオクレティアヌスの時代に税制改革が行われ、これが小作人と地主の関係を変化させた原因だとする歴史家が多い。ディオクレティアヌスの治世下284年から305年にかけて、土地税と人頭税の増税のために、コロヌスを土地に結びつける勅令がいくつか出されたのである。ディオクレティアヌスは、帝国の人口と富を監視するために、定期的な国勢調査を行うとともに、人物に基づく複雑な税制を構築した。税率は複雑な数式で計算された。この制度は分配型であり、貢献型のように支払い能力を考慮することはなかった。ディオクレティアヌスは、臨時の徴発と定期的な徴税を定期的な徴税制度に変えることで、帝国に初めて予算を与えたのである。ディオクレティアヌス帝の税制改革によって土地と住民が結び付けられ、農民が土地を離れることが困難となった。
この制度の以前のラティフンディウム奴隷との異なる点は、コロヌス達が「自由農民」としての色合いも帯びていたことであり、奴隷のように労働力を総どりはされなかった点にあった。コロヌスは前期は自由民であり、ローマ市民権も有し、奴隷に比べて比較的自由な生活を営むことが許された。

## 歴史

### 以前

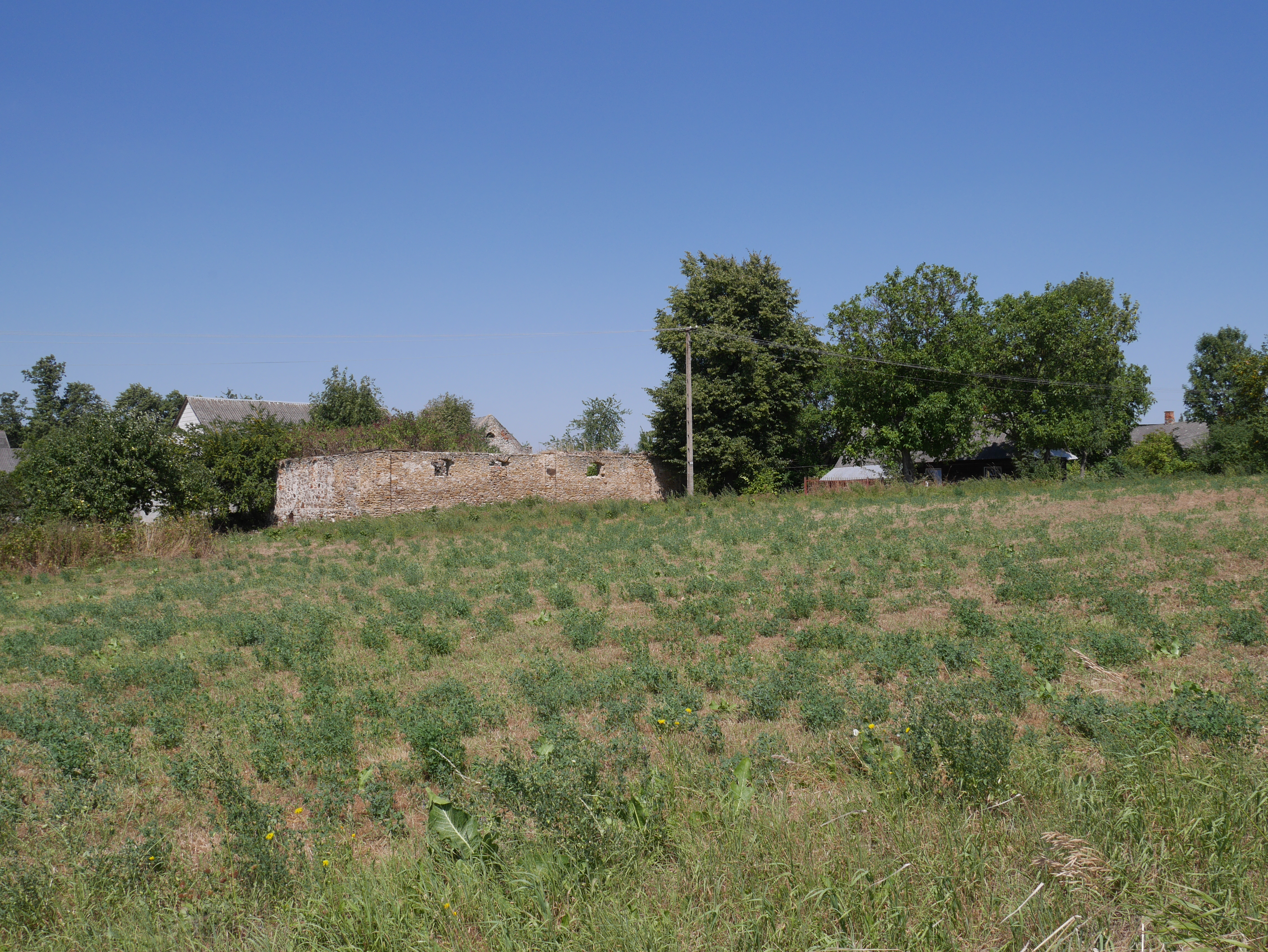
Skrzelczyceのラティフンディウム農園跡

ラティフンディウムの始まりは、紀元前2世紀初頭に征服した民族から没収した戦利品から蓄積されたものであった。ラティフンディウムの原型はマグナ・グラエキア（イタリア南部）とシチリア島のローマ領であったが、大プリニウス（AD79年没）は、共和国軍を支える頑丈なローマ農民ではなく、土地を耕す奴隷ばかりを見て悩んだという。ラティフンディウムは征服と共にマウレタニア（現在のマグレブ）やヒスパニア・バエティカ（現在のアンダルシア州）のローマ領に拡大した。
しかし、不足によって奴隷が高価になると、使い捨て同然で労働させる事が不可能になり、慢性的な働き手の不足という経済的に深刻な事態に陥ったのである。また、そのような戦利品奴隷が廃れたのちに発展し、主流となっていった「捨て子奴隷」の制度も慢性的な古代ローマの人口減少により、この奴隷制度は早くも1～2世紀には廃れ始めていた。そのため、長年パックス・ロマーナを支え続けた奴隷制ラティフンディアは限界に達していた。

### コロヌスの登場
そこで2世紀頃になると、古代ローマの大土地所有者である大富豪（大半は貴族階級）たちは最早機能しなくなった従来のラティフンディウム制に代わる新たな制度を用いるようになる。その働き手であった小作人の呼称が「コロヌス」であり、この語は小作人の事を意味し、没落農民などを雇い、労働させると言う制度だった。
コロヌスは貴族の旧ラティフンディウム農園で働き、コロナートゥス制における農業生産性の土台と成るようになった。以前のラティフンディウム奴隷との異なる点は、コロヌス達が「自由農民」としての色合いも帯びていたことであり、奴隷のように労働力を総どりはされなかった点にあった。
特に浸透した帝国西部のヒスパニア、ガリア等では、今まで都市の経済の繁栄を支えていた裕福な都市市民がローマ帝国による増税を恐れて農村に所領を構え、「ヴィッラ」と呼ばれる居城も構えるようになった。これにより都市の衰退を招くとともに、地方領主らによる分権化が進んだ。それと同時に、属州の有力者たち（領主、大富豪など）はコロヌスの労働から利益を得、力を蓄えたのだった。裕福なローマの地主は、奴隷にされた没落農民などを意欲と言う意味でも上回るコロヌス達を働き手とする事を好むようになり、代わって従来の奴隷制はすたれてゆく。
ディオクレティアヌス帝に始まる後期ローマ帝国の体制は農業構造にも大きな変化をもたらした。新しい税制ユガティオ‐カピタティオの導入を契機として、所領に登録されたコロヌスを法的に土地に縛りつけるコロナートゥスが成立し、都市の衰退と反比例して大所領は経済的自立性を高めた